# Gueuzerie Tilquin
 (avril 2021).
Si vous disposez d'ouvrages ou d'articles de référence ou si vous connaissez des sites web de qualité traitant du thème abordé ici, merci de compléter l'article en donnant les références utiles à sa vérifiabilité et en les liant à la section « Notes et références ».
La Gueuzerie Tilquin est une entreprise  belge de coupage de gueuze située à Bierghes dans la commune de Rebecq en province du Brabant wallon. Elle a la particularité d'être la seule entreprise productrice de gueuze en Wallonie.

## Historique
La gueuzerie (en néerlandais : geuzestekerij) a été fondée en février 2009 par Pierre Tilquin, bio-ingénieur et porteur d’un doctorat en statistiques et génétique, et qui a suivi des cours en sciences du brassage à Louvain. Cet originaire de Namur a aussi travaillé pour les brasseries Huyghe à Melle, Drie Fonteinen à Beersel et Cantillon à Bruxelles. 
Ce n'est pas une brasserie proprement dite car l'entreprise achète des moûts fraichement brassés chez cinq producteurs de la région du Pajottenland et de Bruxelles : les brasseries Boon, Lindemans, Girardin, Cantillon et Timmermans. Ces moûts sont mis dans les 575 fûts de chêne de l'entreprise pour une durée d'1 an, 2 ans ou 3 ans puis assemblés pour une dernière refermentation de 6 mois en bouteille pour obtenir la Gueuze Tilquin à l'ancienne. 
Les fûts employés sont soit des fûts de 400 litres soit des fûts de 600 litres (demi-muids). Tous les fûts sont des fûts de seconde main, ayant contenu du vin rouge.
65-70% des 1440 hl de la production annuelle sont exportés dans divers pays, dont une partie importante aux États-Unis, en Suède, en Italie, en Angleterre, en Norvège, en Chine, etc. Depuis avril 2012, la Gueuzerie Tilquin est un des membres du Haut conseil pour lambiques artisanales (Horal).

## Situation
La Gueuzerie Tilquin se trouve à Bierghes dans la vallée de la Senne où l'on trouve les levures sauvages propres à la fermentation spontanée du lambic. L'entreprise est située à quelques hectomètres de la limite avec la région flamande.

## Produits
La gueuzerie produit trois variétés de gueuze non filtrées et non pasteurisées, commercialisées en bouteilles de 37,5 cl et de 75 cl :
- Gueuze Tilquin à l'ancienne titrant 7,0 % en volume d'alcool, assemblage de lambics d'1, 2 et 3 ans refermenté en bouteilles pour une durée de minimum 6 mois.
- Quetsche Tilquin à l'ancienne titrant 6,4 % en volume d'alcool issue de la fermentation de prunes fraîches et dénoyautées (variété Prune de Namur ou Quetsche véritable d’Alsace, de type altesse simple) dans des lambics d'1 an pendant 4 mois, et puis de l'assemblage du lambic fruité qui en résulte avec des lambics d'1, 2 et 3 ans pour obtenir à la fin une concentration de 260 gr de fruits par litre.
- Mûre Tilquin à l'ancienne titrant 6,0 % en volume d'alcool issue de la fermentation de mûres fraîches dans des lambics d'1 an pendant 4 mois, et puis de l'assemblage du lambic fruité qui en résulte avec des lambics d'1, 2 et 3 ans pour obtenir à la fin une concentration de 280 gr de fruits par litre.
- Pinot Noir Tilquin à l'ancienne titrant 8,0% en volume d'alcool issue de la fermentation de raisins Pinot Noir frais égrappés dans des lambics d'1 an pendant 4 mois, puis de l'assemblage du lambic fruité qui en résulte avec des lambics d'1, 2 et 3 ans pour obtenir à la fin une concentration de 260 gr de fruits par litre.

La gueuzerie produit aussi une Gueuze - version fût, plus légère  (5,3 % en volume d'alcool), issue de l’assemblage d’un lambic léger en alcool appelé Meerts et de lambics d'1 an et 2 ans, tous mûris en fûts de chêne.
En collaboration avec la brasserie de Rulles, la Rullquin titrant 7 % en volume d'alcool est réalisée avec un assemblage de 7/8ème de Rulles brune et 1/8ème de lambic de 1 an, le tout maturant pendant 8 mois en fûts de chêne pour obtenir une seconde fermentation.